# Ніломір (сузір'я)

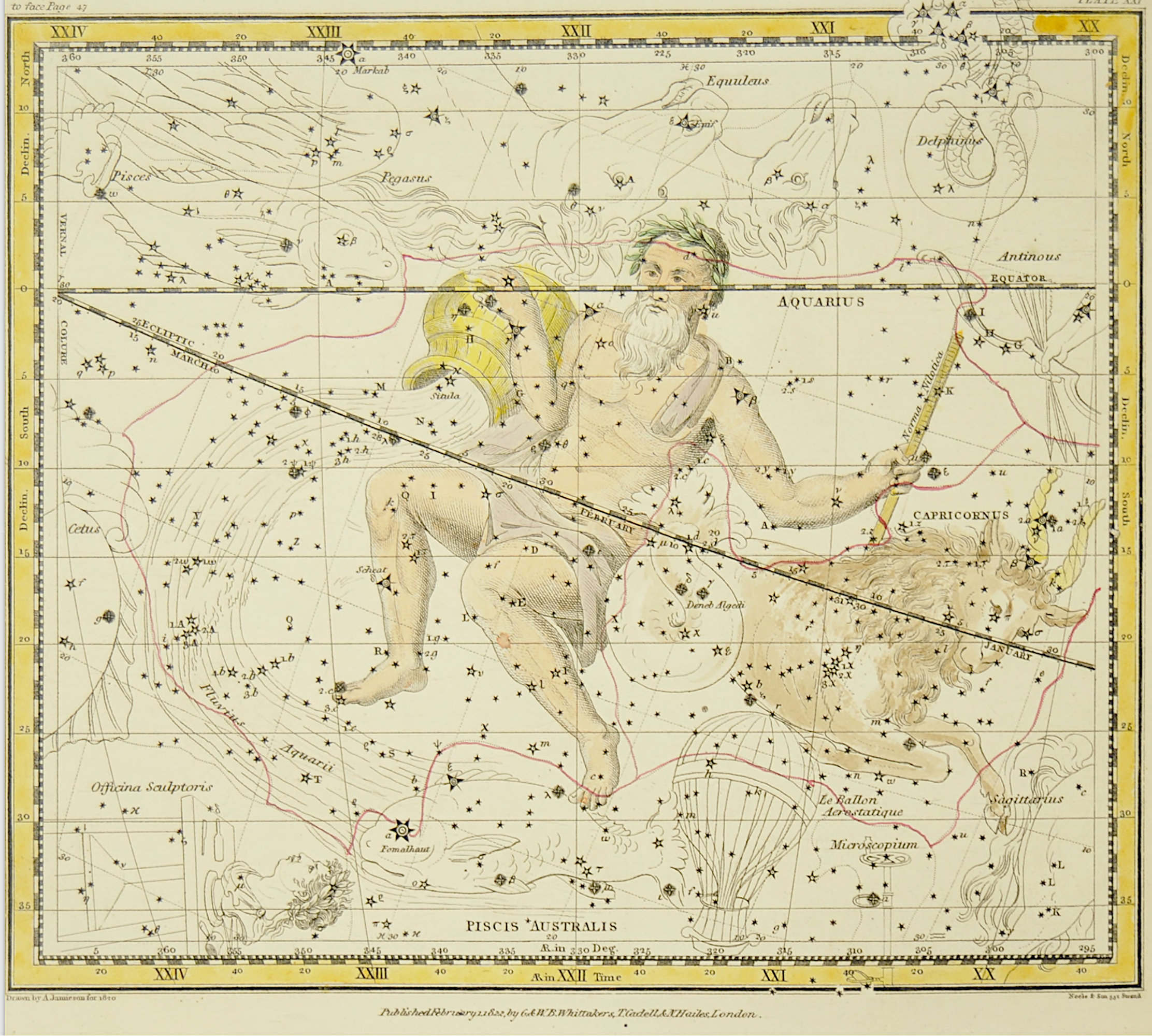
Сузір'я Водолія та навколишні зорі з «Небесного атласу: що містить систематичне зображення небес у серії з тридцяти карт» (табл. 21)

Ніломір (лат. Norma Nilotica) — застаріле сузір'я, або астеризм, яке більше не використовується астрономами. Його створив Александр Джеймісон, і вперше він з'явився в його книзі «Небесний атлас», опублікованій у 1822 році. Згодом воно з'явилося в книзі «Дзеркало Уранії» (1824) та книзі Елайджі Гінсдейла Беррітта 1835 року «Атлас, призначений для ілюстрації географії небес». Сузір'я зображували у вигляді ніломіра — палиці для вимірювання висоти води в Нілі, — який тримає в лівій руці Водолій. Зображення Водолія за ніломіром відсилає до давньоєгипетського зв'язку Водолія з розливами Нілу.
До 1928 року, коли Міжнародний союз астрономів встановив межі сузір'їв, що охоплювали всю небесну сферу, зорі, які не входили до сузір'їв, перелічених Птолемеєм, іноді використовували для створення нових сузір'їв. Ніломір був, по суті, лінією, що простягалася від 9 Водолія (трохи північніше Козорога) на північний захід до 3 Водолія. Тепер всі його зорі потрапляють у сучасні межі Водолія.
Ніломір згадують у книзі Генрі Мелвілла 1874 року «Верітас. Відкриття таємниць, біблійних, історичних та соціальних, за допомогою мідійських та перських законів», яке містить багатосторінковий прозовий опис сузір'їв, включаючи: «Потім іде ліва рука Водолія, або грецького Нептуна, або єврейського Мойсея. У його руці — славетний жезл: це 24-дюймова мірна лінійка мулярів, на якій позначено або вирізьблено двадцять чотири години. Сучасна назва — Ніломір».
Чарльз Огастес Янг дуже коротко згадав це сузір'я у своїй книзі 1903 року «Уроки астрономії, включно з уранографією», де він писав: «Ніломір, лінійка, за допомогою якої вимірювали висоту Нілу, лежить на захід від Скорпіона, тоді як Жертовник лежить на південь від Ети та Тети. Обидва є давніми сузір'ями Птолемея, але вони невеликі та не мають великого значення, принаймні для спостерігачів у наших широтах». Цей уривок містить дві помилки: Ніломір не знаходиться на захід від Скорпіона і не є сузір'ям Птолемея.

## Галерея

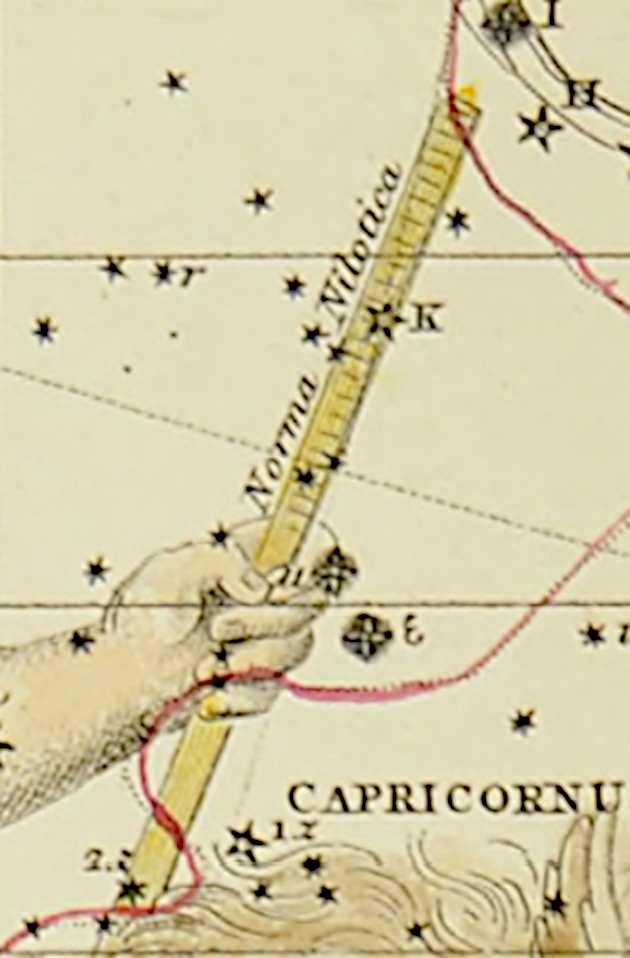
Деталь з 21-ї картки «Небесного атласу», що зображує Ніломір
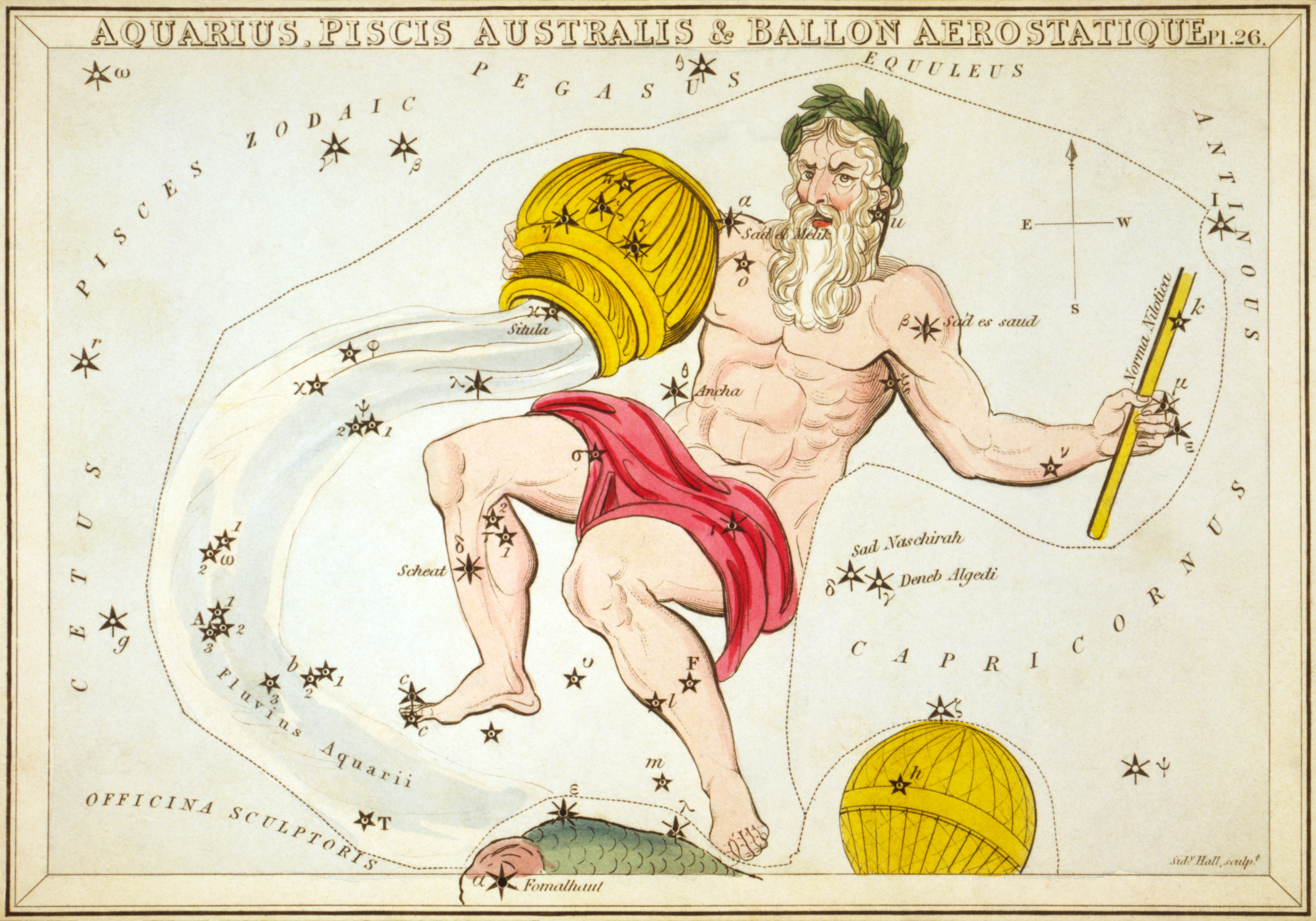
Ніломір, зображений на 26-й картці «Дзеркала Уранії»
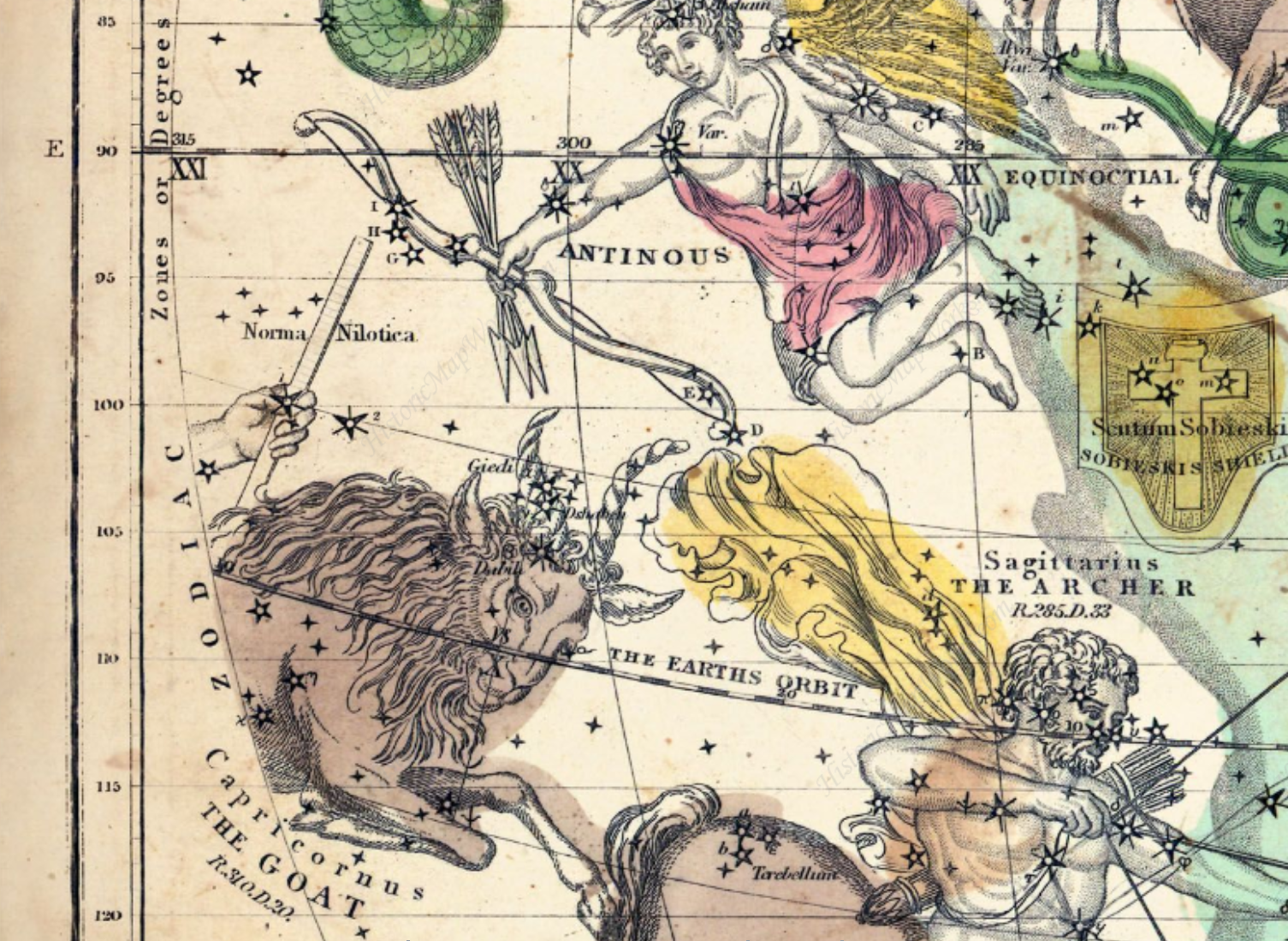
Фрагмент альбому «Атлас, призначений для ілюстрації географії небес», на якому біля лівого краю зображена Ніломір